# Stephanie Schneider (Bobfahrerin)
Stephanie Schneider (* 25. September 1990 in Erlabrunn) ist eine ehemalige deutsche Bobsportlerin.

## Werdegang
Schneider begann im Jahr 2006 in der Leichtathletik mit Wurfdisziplinen. Nach einem längeren verletzungsbedingten Ausfall riet ihr Trainer wegen ihrer guten Kraftwerte zu einem Bob-Probetraining beim SC Potsdam, wodurch sie zum Bobsport kam.
Bei der Bob-Weltmeisterschaft 2011 wurde Schneider als Anschieberin von Sandra Kiriasis zusammen mit dem Männer-Bob von Francesco Friedrich und Florian Becke sowie mit den Skeletonpiloten Mirsad Halilovic und Marion Thees im Mannschaftswettbewerb Weltmeisterin. 2014 belegte sie als Anschieberin von Anja Schneiderheinze bei den Olympischen Spielen in Sotschi den 10. Platz. Bei der Weltmeisterschaft 2015 gewann sie als Anschieberin von Cathleen Martini die Bronzemedaille.
Als Pilotin bestritt Schneider ihr erstes Weltcuprennen am 6. Februar 2016 in St. Moritz. 2016 wurde sie auch Junioren-Weltmeisterin. In der Weltcupsaison 2016/17 bestritt sie drei Rennen, beste Platzierung war ein vierter Platz. Im Winter 2017/18 erreichte sie am 9. November 2017 mit dem dritten Platz in Lake Placid ihre erste Podestplatzierung. Am 9. Dezember 2017 gewann sie in Winterberg mit Lisa Buckwitz ihr erstes Rennen, dem weitere Siege in Innsbruck – der zugleich den Europameistertitel bedeutete – und in Königssee, jeweils mit Annika Drazek, folgten. In der Gesamtweltcup-Wertung belegte sie den fünften Rang. Bei den Olympischen Spielen 2018 in Pyeongchang erreichte Schneider trotz muskulärer Probleme und einer Knöchelverletzung von Drazek den vierten Platz. Bei den Weltmeisterschaften 2021 in Altenberg errang sie im Monobob die Silbermedaille.
Schneider beendete ihre Bobsportkarriere im März 2022.

## Privates
Schneider stammt aus Rittersgrün. Die Ruderolympiasiegerin Roswietha Zobelt ist ihre Tante.

## Erfolge

### Weltcupsiege als Anschieberin
| Nr. | Datum         | Ort         | Bahn                                 | Pilotin          |
| --- | ------------- | ----------- | ------------------------------------ | ---------------- |
| 1.  | 27. Nov. 2010 | Whistler    | Whistler Sliding Centre              | Sandra Kiriasis  |
| 2.  | 18. Dez. 2010 | Lake Placid | Olympia-Bobbahn Lake Placid          | Sandra Kiriasis  |
| 3.  | 4. Dez. 2013  | Altenberg   | Rennschlitten- und Bobbahn Altenberg | Cathleen Martini |

### Weltcupsiege als Pilotin
| Nr. | Datum         | Ort            | Bahn                                  | Anschieberin        |
| --- | ------------- | -------------- | ------------------------------------- | ------------------- |
| 1.  | 9. Dez. 2017  | Winterberg     | Bobbahn Winterberg                    | Lisa Buckwitz       |
| 2.  | 16. Dez. 2017 | Innsbruck-Igls | Olympia Eiskanal Igls                 | Annika Drazek       |
| 3.  | 20. Jan. 2018 | Königssee      | Kombinierte Kunsteisbahn am Königssee | Annika Drazek       |
| 4.  | 16. Dez. 2018 | Winterberg     | Bobbahn Winterberg                    | Ann-Christin Strack |
| 5.  | 19. Jan. 2019 | Innsbruck-Igls | Olympia Eiskanal Igls                 | Ann-Christin Strack |
| 6.  | 4. Jan. 2020  | Winterberg     | Bobbahn Winterberg                    | Kira Lipperheide    |
| 7.  | 19. Dez. 2020 | Innsbruck-Igls | Olympia Eiskanal Igls                 | Leonie Fiebig       |